# Seututie 940
Pour les articles homonymes, voir Route 940.
La route régionale 940 (finnois : Seututie 940) est une route régionale allant de Saaripudas à Kolari jusqu'à Muotkavaara à Muonio en Finlande,,.

## Présentation
La seututie 935 est une route régionale de Laponie.

## Parcours
- Kolari
  - Saaripudas
  - Äkäslompolo
- Muonio
  - Muotkavaara